# Galena (Illinois)
Galena város az USA Illinois államában, Jo Daviess megyében, melynek megyeszékhelye is. Lakosainak száma 3308 fő (2020. április 1.).

## Népesség
A település népességének változása:
| Lakosok száma | 6004 | 3460 | 3429 | 3308 |
|               | 1850 | 2000 | 2010 | 2020 |